# Спиноф
У медији, спиноф је радио-програм, телевизијски програм, филм, видео-игра или било које приповедачко дело, изведено из већ постојећих дела која се фокусирају на више детаља и различите аспекте из оригиналног дела (нпр. одређене теме, ликове или догађаје).
У жанровској фикцији, термин је упоредан са употребом на телевизији; обично има за циљ да укаже на значајну промену у наративном гледишту и активности у односу на ту (претходну) причу темељену на активностима главног антагонисте серије, па је тако и прелазак на ту радњу и укупну наративну нит неког другог антагонисте, који сада постаје централна или главна нит (прича) нове под-серије. Нови протагониста се генерално прво појављује као мањи или споредни лик у главној линији приче у датом миљеу, а врло је уобичајено да претходни протагониста има споредну или камео улогу, барем као историјско помињање, у новој подсерији. Спинофови понекад стварају сопствене спин-офове, остављајући нову серију у сопственој серији само магловито повезаном са оригиналном серијом.